# Metcalfiella obfuscata
Metcalfiella obfuscata är en insektsart som beskrevs av Fowler. Metcalfiella obfuscata ingår i släktet Metcalfiella och familjen hornstritar. Inga underarter finns listade i Catalogue of Life.